# Johann Christoph Ungefug (Politiker)
Johann Christoph Ungefug (getauft 4. Dezember 1636 in Kassel; † 17. oder 18. Jahrhundert) war Bürgermeister in Kassel.

## Leben
Ungefug war der Sohn des Kasseler Bürgermeisters Christoph Ungefug (1597–1647) und dessen Ehefrau Katharina Senger (* um 1611; † 1628), der Tochter des Salzgreben Eckhardt Senger in Allendorf/W. Er heiratete um 1665 in erster Ehe Anna Katharina Steinfeld (1641–1676), der Tochter des Kapitäns Eckebrecht Steinfeld in Kassel. Um 1677 heiratete er in zweiter Ehe Elisabeth Viktoria Dehn-Rothfelser, die Tochter des Caspar Dehn-Rothfelser.
Er studierte ab 1654 Rechtswissenschaften in Marburg, ab 1656 in Jena und ab 1660 in Rinteln. Dort wurde er am 24. November 1660 zum Dr. jur. promoviert. Er war Advokat in Kassel. Dort war er 1674 bis 1675 Bürgermeister. Danach war er Obersalzgrebe in Sooden/Werra.

## Werke
- Strieder XIV, 22; Theses miscellaneae inaug. Rinteln 1660